# 石原市三郎
石原 市三郎（いしはら いちさぶろう、1873年〈明治6年〉2月10日 - 1940年〈昭和15年〉8月29日）は、昭和時代戦前の政治家。岡山市長。

## 経歴
石原友治の長男として、岡山県津高郡田益村（御津郡横井村、津高町を経て、現岡山市北区津高地域）に生まれる。関西大学法科に学ぶ。1906年（明治39年）普通文官試験に合格。1904年（明治37年）神戸税務監督局に出仕。豊岡税務所長、主税局事務官を経て、1924年（大正13年）東京市役所に入り、区画整理局庶務課長、監査課長、収税課長を経て、1933年（昭和8年）経理課長を歴任した。
1934年（昭和9年）2月25日に岡山市長に就任し、早々に前任の守屋松之助が廃止した助役二部制を復活させた。同年9月21日、室戸台風の直撃による大洪水では関東大震災の経験を生かして救援や復興に尽力した。戦時色が濃くなっていったなか、初めての防空演習の実施、生産都市への転換を図るべく倉敷人絹工場を福浜に誘致、道路舗装の実施などを進めた。ほか、市民病院の新設、市民館、共同宿泊所、社会館などの完成、水道関係では第二期上水道拡張工事を完了させた。
任期満了に伴い、1938年（昭和13年）2月24日に退任した。墓所は多磨霊園。

## 著作
- 『特別都市計画法解説』巌松堂書店、1924年。
- 『土地区劃整理換地処分概説』巌松堂書店、1924年。